# 聖埃斯塔尼斯勞 (玻利瓦省)
聖埃斯塔尼斯勞是哥倫比亞的城鎮，位於該國北部，由玻利瓦省負責管轄，距離首府卡塔赫納52公里，始建於1650年，面積208平方公里，海拔高度13米，2005年人口15,269。
10°24′N 75°09′W / 10.400°N 75.150°W